# Olvasztó Imre
Olvasztó Imre (Gödöllő, 1966. november 29. – Csomád, 2013. július 13.) nyomdász, korábban gyermekszínész, aki az Indul a bakterház című film Bendegúzaként vált ismertté.

## Életpályája
Szüleit nem ismerte, nyolc hónaposan került intézetbe, Pomázra. Hároméves korától nevelőszülőnél, egy idős néninél nevelkedett Szentlőrinckátán. 
Gyerekként szerepelt a Mihályfy Sándor által rendezett, 1979-ben forgatott Indul a bakterház című filmben, ahol Regős Bendegúzt alakította. A film után még kapott egy-két szerepet, de végül úgy döntött, a színész szakma nem neki való. Később a nyomdaiparban helyezkedett el: filmnyomó, szitanyomó és grafikus lett. Haláláig Veresegyházon lakott. 
2013. július 13-án reggel egy Fót és Csomád közötti erdős részen találták meg felakasztott holttestét. A rendőrség is vizsgálta a haláleset körülményeit. A Megyeri temetőben helyezték örök nyugalomra.
Bendegúz szerepére több mint háromezer kamasz fiú közül választották ki. Az először bújtatott, késői időpontban bemutatott filmalkotás rövid idő alatt kultuszfilmmé nemesedett. Egyik felnőtt játszótársa szerint az Indul a bakterház Olvasztó Imre játékának köszönhetően válhatott generációk alapvető filmélményévé.

## Filmográfia
- Indul a bakterház (1980), Bendegúz szerepében
- Búcsú, a fegyverektől, azaz (1982)
- A béke hetedik napja (1983), András szerepében
- Kémeri (1985), tévésorozat, Az ellopott arany című epizódban

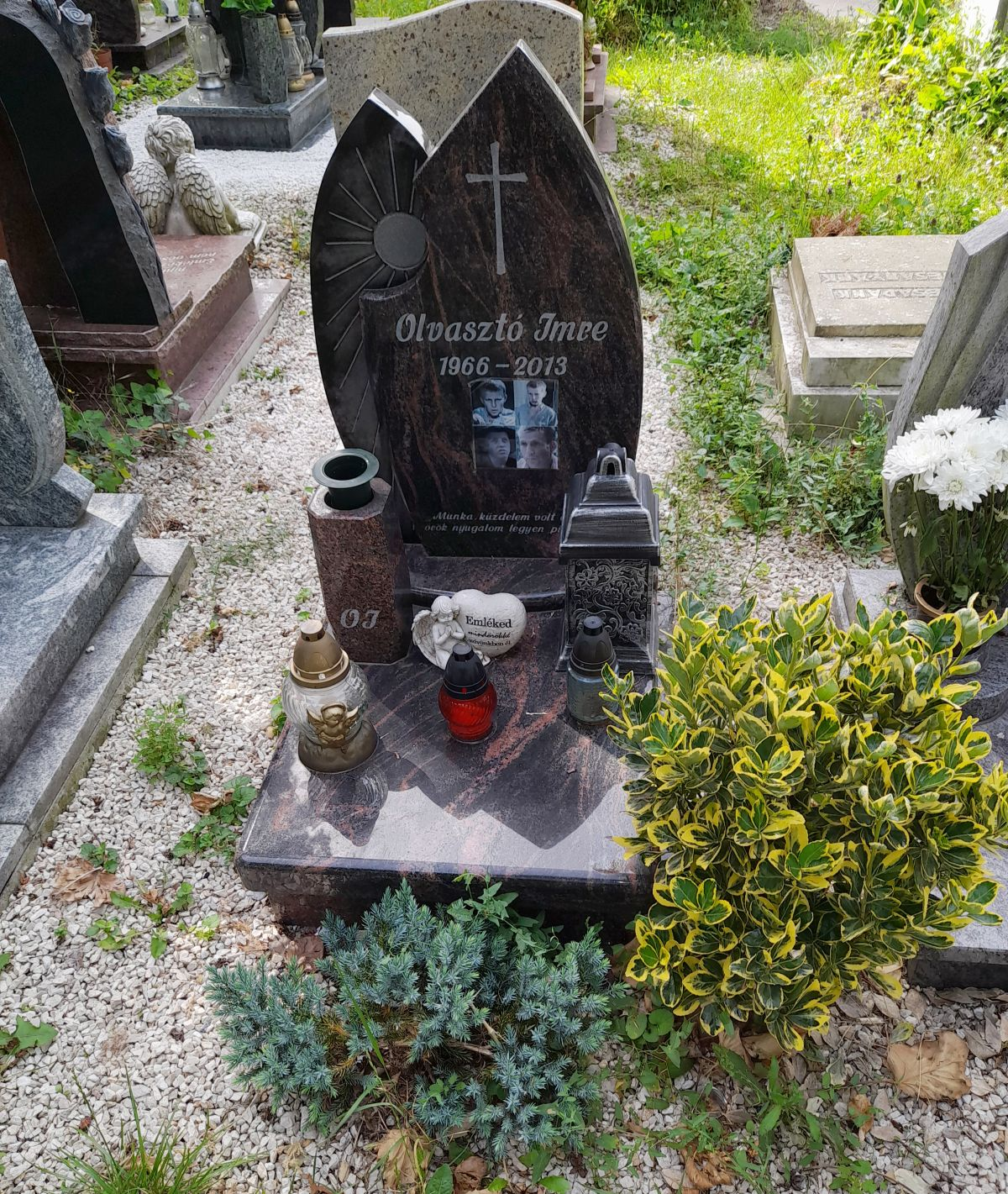
Sírja a Megyeri temetőben (32-U/IV/0/67)